# Marjana Marraš
Marjáná bint Fathalláh bin Nasralláh Marráš (arabsky مريانا بنت فتح الله بن نصر الله مرّاش‎; 1848-1919) také známá jako Marjáná al-Marráš (مريانا المرّاش‎) nebo Marjáná Marráš al-Halabíja (مريانا مرّاش الحلبيّة‎, tzn. „Marjáná Marráš Aleppská“) byla osmanská syrská básnířka a zakladatelka literárního salonu během arabského kulturního obrození (al-Nahdy). Byla první syrskou ženou, která publikovala sbírku básní, a je pokládána za první ženu, která přispívala do arabského periodického tisku.
Pocházela ze zámožné a vzdělané melchitské rodiny z Aleppa, její bratři Fransís Marráš a Abdalláh Marráš byli také významní spisovatelé. Absolvovala anglickou školu v Bejrútu, ovládala světové jazyky, matematiku i hru na kanonaki. Patřila k propagátorkám práva žen na vzdělání. Její poezie odráží vlivy Alphonse de Lamartine a dalších romantických básníků.
V roce 1870 začala psát články do novin, zejména pro bejrútské noviny Lisán al-hál i al-Žinán. V roce 1893 v Bejrútu mohla publikovat její sbírku básní Bint fikr poté, co napsala báseň, která je oslavou sultána Abdülhamida II. Její spisy obsahují první dějiny pozdního období osmanské Sýrie.